# Aksubaevskij rajon
L'Aksubaevskij rajon (in russo Аксубаевский район?, in tataro: Аксубай районы; ciuvascio: Аксу районĕ) è un municipal'nyj rajon della Repubblica Autonoma del Tatarstan, in Russia. Istituito il 10 luglio 1930, occupa una superficie di 1 439,16 chilometri quadrati, conta 27 102 abitanti ed è suddiviso in 1 insediamento di tipo urbano e 20 comuni rurali. Il capoluogo è il villaggio di Aksubaevo.